# 赤木名城

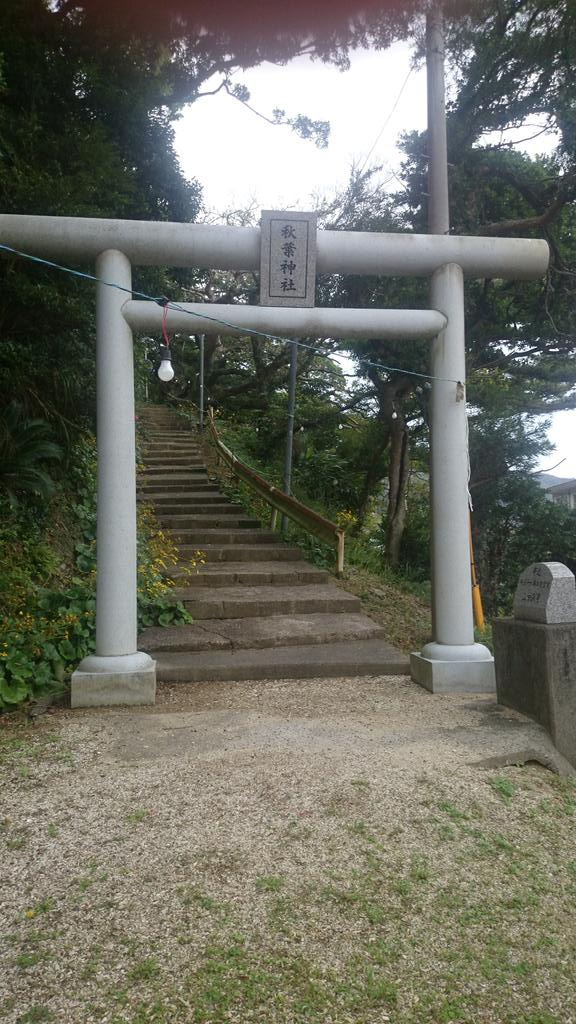
赤木名城へ続く山道の一つである秋葉神社の入り口。

赤木名城（あかきなじょう）は、鹿児島県奄美市笠利町（奄美群島奄美大島）にあった日本の城。12世紀に築かれ、17世紀まで使用が確認された。国の史跡に指定されている。

## 概要
奄美大島の北部の笠利湾赤木名港の奥、赤木名集落を後背から見下ろす標高約100メートルの丘陵にある山城。南北350m、東西800m、面積37000m2と比較的小規模の城の多い奄美群島では大型の城になる。曲輪、土塁、堀切、竪堀など本土的な構造が確認されている。山道は複数あるものの大手口は現在まで確認されていない。
赤木名城の建てられた山は聖山とされており、城跡の周辺には秋葉神社・観音寺(移転済み)・菅原神社・厳島神社といった建築物が見られる。かつてはノロの祭を行う場所であったとの伝承もある。毎年10月に開催される招魂祭相撲では秋葉神社側の湧水で力水を汲むのが伝統である。
近年は史跡内での耕作・木材利用のための間伐が放棄されており、荒れつつある史跡の管理・保護が問題となっている。

## 歴史・沿革
出土物と歴史的資料から以下の三つの段階に分けられる。

### 11世紀後半〜12世紀前半
本土での平安時代〜鎌倉時代に相当。地下からこの時期の土坑が発見されているがどのような施設があったかは不明。
日宋貿易が盛んな時期であり南西諸島でも硫黄貿易・夜光貝貿易など経済活動が活発化した。土坑からもカムィヤキ・滑石・石鍋など当時の物品が発掘されている。
なお地下からは帰属年代不明の土坑・ピットも発掘されている。こちらの土坑には多数の鉄滓と焦土面が認められ、鍛冶の技術が導入されていたことが窺える。

### 14世紀後半〜15世紀
本土での南北朝時代〜室町時代に相当。
沖縄本島を中心として琉球国家が急速に形成された時期であり、また倭寇の活動が盛んだった時期でもある。これを受けてか南西諸島で多くの山城・グスクが形成され始める。赤木名に山城が築かれたのもこの頃と考えられ、当時の物品である中国製の青磁などが出土している。
15世紀中盤〜17世紀初頭からは琉球の統治下に置かれる。背後の大笠利に笠利間切の蔵本が設置されており、海上交通と軍事において重要な拠点となっていた。

### 17世紀後半〜18世紀前半
1609年の琉球侵攻の際に島津軍が笠利湾を訪れ、これ以降赤木名を拠点に薩摩藩の統治下に置かれる。赤木名城の城跡も整備され現在の形になる。当時の物品として肥前の陶磁器などが出土している。
秋葉神社・観音寺はこの時期に建立され、また菅原神社も幕末には存在していたことが確認されており、聖地としての性格を考えるにあたって重要な時期である。

## 構造
九州本土の城郭に見られる、尾根を三つの連続する堀切で南北に二分した構造を持つ。

### 北部
山の最高点を中心として南北22m・東西13mの平場をなす曲輪があり、主郭のあった場所と考えられている。これの周囲に土塁と石積みが存在する。

### 南部
大きな曲輪を取り囲むように七つの帯曲輪が斜面に作られ、斜面下方には多くの竪堀が存在する。竪堀によって外敵の移動を制限し、帯曲輪下方に誘導して射撃するという設計だったとの考察がある。帯曲輪の一部はかつて耕作地として利用されており、非常時の食料となるソテツが栽培されていた。

## 特徴・学術的価値
中国大陸からの影響で城壁の発達している琉球のグスクと比較すると、石材がほぼ加工されていない・防衛機能がやや低いという特徴が見られる。特に加工した石材の少なさは同じく防衛機能の低い先島諸島のものと比べても際立っている。
かつて奄美大島の城は沖縄におけるグスク研究の周辺事例という扱いだったが、先述のような本土の特徴が認められる城跡が赤木名城・伊津部勝グスクなど複数確認されており、九州から沖縄県にかけての歴史を考察するにあたり重要なものとなった。特に赤木名城は規模が大きく特徴が顕著であり、これによって2009年（平成21年）2月12日に国の史跡に指定された。